# Uruguay Athletic Club
Uruguay Athletic Club var en fotbollsklubb från Montevideo i Uruguay. Klubben grundades 10 augusti 1898 och upplöstes 1903. Man spelade sina hemmamatcher på Punta Carretas, under tiden i Primera División. Laget spelade i de fyra första säsongerna av Primera División (1900–1903) innan laget löstes upp.
| Säsong                    | S  | V | O | F  | GM | IM | MS  | P  |
| ------------------------- | -- | - | - | -- | -- | -- | --- | -- |
| 1900                      | 6  | 1 | 0 | 5  | 3  | 25 | −22 | 2  |
| 1901                      | 8  | 3 | 1 | 4  | 11 | 16 | −5  | 7  |
| 1902                      | 10 | 3 | 0 | 7  | 6  | 22 | −16 | 6  |
| 1903                      | 12 | 2 | 1 | 9  | 6  | 28 | −22 | 5  |
| Totalt i Primera División | 36 | 9 | 2 | 25 | 26 | 91 | −65 | 20 |

### Webbkällor
- Abbink, Dinant; Tabeira, Martín. ”Uruguay - List of Final Tables 1900-2000” (på engelska). RSSSF. Arkiverad från originalet den 25 januari 2010. https://web.archive.org/web/20100125015311/http://www.rsssf.com/tablesu/uruhist.html. Läst 5 december 2012.